# Cerro San Cristóbal
Cerro San Cristóbal (em português:  Colina São Cristóvão) é uma colina no norte de Santiago, Chile. Eleva-se 850 metros do nível do mar e cerca de 300 m acima do resto de Santiago; o pico é o terceiro ponto mais alto da cidade, depois do Cerro Manquehue e do Cerro Renca. O Cerro San Cristóbal foi batizado pelos conquistadores espanhóis em homenagem a São Cristóvão. Seu nome indígena original é Tupahue.

## História
O Cerro San Cristóbal começou a ser utilizado em 1903 com a instalação do Observatório Mills, atualmente conhecido como Observatório Manuel Foster, gêmeo do Observatório Lick da Universidade da Califórnia.
No seu cume existe um santuário dedicado à Imaculada Conceição, com uma estátua da Santíssima Virgem Maria de 22 metros, um anfiteatro e uma capela. A estátua da Imaculada Conceição mede 14 metros de altura e o pedestal sobre o qual repousa tem 8,3 metros de altura. O monumento pesa 36.610 quilogramas.

## Acesso
O cume do Cerro San Cristóbal pode ser alcançado a pé (cerca de 45 minutos a pé, envolvendo uma mudança de altitude de 300m), de carro pela estrada que liga o Parque Metropolitano de Santiago, pelo Funicular de Santiago (cuja base fica ao lado ao Zoológico no extremo norte de Pio Nono no Barrio Bellavista), ou por um Teleférico (teleférico localizado a nordeste na estação Oasis).
Um teleférico atendia o topo do morro desde a entrada de Pedro de Valdivia desde 1980 até 2009, quando a caixa de câmbio que controlava a velocidade do sistema explodiu, deixando o sistema inutilizável. Em 2011 foi apresentado um projeto de concurso público para o sistema, dotando-o de novas cabines. Previa-se que o serviço voltasse em 2012, no entanto o Ministério da Habitação e Urbanismo recebeu apenas uma proposta que foi rejeitada, pelo que o concurso foi encerrado e foi anunciado um novo concurso público, que teve início em 2013. Depois, em dezembro de 2014, foi anunciado que o teleférico seria reaberto no segundo semestre de 2016, após uma série de obras de manutenção e reformas a serem realizadas a partir de março de 2015, no valor de 9,5 milhões de dólares. Estas obras completam a instalação da nova rede de 46 cabines, das quais 8 estarão habilitadas para o transporte de bicicletas, carrinhos de bebê ou cadeiras de rodas. As cabines de transporte têm capacidade para 6 pessoas e o sistema foi reaberto em novembro de 2016.